# Копачин Дол
Копачин Дол (мкд. Копачин Дол) је насеље у Северној Македонији, у северозападном делу државе. Копачин Дол припада општине Желино.

## Географија
Насеље Копачин Дол је смештено у северозападном делу Северне Македоније. Од најближег већег града, Тетова, насеље је удаљено 16 km источно.
Копачин Дол се налази у доњем делу историјске области Полог. Насеље је положено у долини Суводолице, притоке Вардара. Северно од насеља се издиже планина Жеден, а јужно Сува гора. Надморска висина насеља је приближно 500 метара.
Клима у насељу је умерено континентална. 

## Становништво
Копачин Дол је према последњем попису из 2002. године имао 907 становника.
Претежно становништво у насељу су Албанци (99%).
Већинска вероисповест је ислам.